# Gornje Tlamino
Gornje Tlamino (Servisch cyrillisch Горње Тламино) is een plaats in de Servische gemeente Bosilegrad. De plaats telt 184 inwoners (2002).